# 苗進忠
苗進忠（1581年—？年），字藎臣，號葵吾，直隸大名府魏縣人，明朝政治人物。同進士出身。

## 生平
由增生中式萬曆二十二年（1594年）甲午科顺天府鄉試六十名舉人，萬曆三十八年（1610年）庚戌科会试223名，三甲188名進士。礼部观政，授山東霑化縣知縣，萬曆四十年（1612年）調壽光縣，萬曆四十四年（1616年）陞南京大理寺評事。萬曆四十五年（1617年），改保定府學教授，次年陞陝西慶陽府推官。歷任承天府、卫辉府知府。

## 家族
曾祖苗浩，祖苗德，父苗公，母劉氏。永感下。